# GHQ India
Generalštab, Indija (angleško General Headquarters, India; kratica: GHQ India) je bil generalštab Britanske Indijske kopenske vojne, ki je bil ustanovljen leta 1748 in je obstajal do osamosvojitve Indije leta 1947.
Generalštab je vodil vrhovni poveljnik, Indija, ki je bil podrejen civilnemu podkralju Indije. Leta 1945 je v generalštabu, ki je bil nastanjen v New Delhiju, delovalo okoli 2.000 vojakov.
Leta 1947, po osamosvojitvi Indije, je bilo poveljstvo preoblikovano v Generalštab Indijske kopenske vojske.